# Амитивилски ужас 2: Поседнутост
Амитивилски ужас 2: Поседнутост (енгл. Amityville II: The Possession) је америчко-мексички натприродни хорор филм независне продукције из 1982. године. Режирао га је Дамиано Дамиани, а сценарио је написао Томи Ли Волас по роману Убиства Амитивила парапсихолога Ханса Холцера. Главне улоге тумаче Џејмс Олсон, Берт Јанг, Рутања Алда и Џек Магнер. Филм је преднаставак Амитивилског ужаса (1979). Радња прати породицу Монтели, која је инспирисана стварном породицом Де Фео, у којој је најстарији син пушком убио своје родитеље и четворо браће и сестара, да би се потом на суду бранио тако што је тврдио да су му гласови из куће рекли да то уради.
Филм није успео да понови комерцијални успех свог претходника, а и оцене критичара биле су знатно слабије. Један од ретких критичара који је подржао Амитивилски ужас 2 био је Роџер Иберт. Њему се није допао први филм и сматрао је да је преднаставак знатно бољи, а похвалио је и глуму у филму. Рутања Алда била је номинована за Златну малину за најгору споредну глумицу. Композитор Лало Шифрин, који је за рад на претходном филму био номинован за Оскара, вратио се и у овом делу.
Већ наредне године снимљен је нов наставак, под насловом Амитивилски ужас 3: Ђаво.

## Радња
Дисфункционална породица Монтели сели се у нову кућу у Амитивилу. Након што открију тунел, који води од њиховог подрума до непознатог места, у кући почињу да се одигравају паранормалне појаве. Осим тога, најстарији син у породици, Сони, почиње да се понаша насилно. Испоставља се да је Сони поседнут и пре него што свештеник Френк Адамски успе да изврши егзорцизам над њим, он једне ноћи убија све чланове своје породице. Отац Адамски се и након тога бори да у затвору спаси Сонијеву душу и докаже да он није крив...

## Улоге
| Глумац          | Улога               |
| --------------- | ------------------- |
| Џејмс Олсон     | отац Френк Адамски  |
| Берт Јанг       | Ентони Монтели      |
| Рутања Алда     | Долорес Монтели     |
| Џек Магнер      | Сони Монтели        |
| Дајана Френклин | Патриша Монтели     |
| Брент Кац       | Марк Монтели        |
| Ерика Кац       | Џенис „Џен” Монтели |
| Ендру Прајн     | отац Том            |
| Леонардо Чимино | канцелар            |
| Мозес Ган       | детектив Тарнер     |
| Тед Рос         | господин Бут        |
| Петра Леа       | госпођа Грир        |
| Мартин Донеган  | детектив Кортез     |